# Monroe (Carolina del Norte)
Monroe es una ciudad ubicada en el condado de Union en el estado estadounidense de Carolina del Norte. Es sede del condado de Union. La localidad en el año 2000, tenía una población de 26.228 habitantes en una superficie de 64,4 km², con una densidad poblacional de 412,1 personas por km².

## Geografía
Monroe se encuentra ubicada en las coordenadas 34°59′20″N 80°32′59″O / 34.98889, -80.54972. Según la Oficina del Censo, la localidad tiene un área total de 64,4 km² (24,9 mi²), de la cual 63,6 km² (24,6 mi²) es tierra y 0,7 km² (0,3 mi²) (1.13%) es agua.

### Localidades adyacentes
El siguiente diagrama muestra a las localidades en un radio de 16 kilómetros (9,9 mi) de Monroe.

## Demografía
En el 2000 la renta per cápita promedia del hogar era de $40.457, y el ingreso promedio para una familia era de $44.953. El ingreso per cápita para la localidad era de $17.970. En 2000 los hombres tenían un ingreso per cápita de $30.265 contra $22.889 para las mujeres. Alrededor del 17.20% de la población estaba bajo el umbral de pobreza nacional.